# Lameirão
Lameirão és una vila al nord de l'illa de São Vicente a l'arxipèlag de Cap Verd. Està situada en els turons a l'est de la capital de l'illa, Mindelo, aproximadament 3 km al sud-est del centre de la ciutat i amb una carretera que la connecta al nord-est de l'illa. També és a l'oest de Monte Verde.